# Радзивілл Остікович
Радзиві́лл О́стикович (пол. Radziwiłł Ościkowicz, лит. Radvila Astikaitis; 1384–1477) — державний, військовий і політичний діяч Великого князівства Литовського. Засновник білорусько-литовського княжого шляхетського роду Радзивіллів гербу Труби. Один з найвпливовіших людей Великого князівства Литовського у XV столітті, був членом литовського ради вельмож та навіть претендентом на великокнязівський трон по смерті Казимира IV Ягеллончика.

## Біографія
Старший син боярина — віленського каштеляна Христина Остика, перший історично відомий носій прізвища Радзивілли (прізвище спочатку було в патронімічній формі, як прізвище стало викистовуватись в 3-му поколінні). 
Початки кар'єри неясні. На початку XV ст. було кілька бояр з таким прізвиськом. У 1420—1428 роках згадується як маршалок господарський великого князя Вітовта (щоправда, цей маршалок не вживав ім'я по-батькові Остикович). 27 вересня 1432 р. вперше з патронімом Остикович згаданий в документах. 15 жовтня 1432 р. разом з батьком як свідок підписав акт Гродненської унії. У 1433—1434 (після страти Румбольта Волімонтовича) і 1463—1474 роках обіймав посаду маршалка земського. Після вбивства великого князя литовського Сигізмунда в 1440 році Радзивілл разом з князем Юрієм Семеновичем Гольшанським, Іваном Гаштовтом, Кезгайлом Волімонтовичем підтримав обрання на його місце Казимира — одного з синів короля польського Ягайла. У тому ж році Радзивілл отримав від нового правителя призначення на посади маршалка господарського і державця аніштинського. У 1441 році був послом до брата Казимира, короля польського і угорського Владислава, з метою забезпечити його визнання обрання Казимира на трон Великого князівства Литовського.
У 1443 році був посланий з військом до Криму, де зміг домогтися затвердження Хаджі Герая кримським ханом. У 1445 році брав участь у поході великого князя московського Василя II проти Дмитра Шемяки. У 1448 році брав участь в укладенні мирного договору між Королівством Польським, Великим князівством Литовським і Тевтонським орденом у Регенсбурзі. У 1449 році вів успішні бойові дії проти претендента на престол Великого князівства Литовського Михайла Сигізмундовича, за підтримки Васілія II відвоював Стародуб, Новгород-Сіверський, Радогощ, Путивль і Брянськ. З Києва Радзивілл попрямував до Кримського ханства, де зміг домогтися повернення влади Хаджі Гераю — союзнику Великого князівства Литовського.
У першій половині 1450-х років очолив групу магнатів, налаштованих проти великого князя Казимира; був запропонований ними претендентом на трон. Щоб заручитися підтримкою, Радзивілл вирушив до ординського хана Сеїд-Ахмеда з багатими подарунками, але військо хана було розбите у битві з Хаджі Гераєм, Радзивілл Остикович був поранений, пограбований, опинився в полоні. В 1455 році Радзивілл повернувся у Велике князівство Литовське, але був позбавлений усіх посад.
Після відходу від опозиції, яка втрачала вплив і прихильників, отримав посаду маршалка земського після смерті Івана Гаштольда (початок 1458), а 1463 одночасно і воєводи троцького. З 1475 року перебував на посаді каштеляна віленського. Спільно з Михайлом та Яном Кезгайлами керував Великим князівством Литовським у відсутність Казимира Ягелончика. У 1470-х роках очолював литовські делегації під час переговорів про прикордонних конфліктах з Псковським князівством і Лівонським орденом.
Остання згадка — травень 1477 р., на початку 1478 каштеляном віленським був Ян Кезгайло.
Володів великими землями. Родовий маєток знаходився у Муснінкаї, в його володіння входили Біржай, Койданово, Ширвінти, Упнінкай та інші маєтки, на території сучасної Литви; на території сучасної Білорусі володів маєтками Негневичі під Новогрудком, Хорошевичі під Слонімом і Бостинем на Пинщині.
Ім'я дружини невідоме, мав доньку Анну і сина Миколу.